# Степь
Степь — равнина, поросшая травянистой растительностью, в умеренных и субтропических зонах Северного и Южного полушарий. Характерной особенностью степей является отсутствие или очень малое количество деревьев (не считая искусственных насаждений и лесополос вдоль водоёмов и путей сообщения).

## Этимология
У слова «степь» нет общепринятой этимологии.
Одна из версий говорит о тюркском происхождении слова «степь», так как слово «иситеп» с тюркского языка означает «согревать, согревший». Согласно некоторым письменным источникам, таким как «Повесть временных лет», именно тюрков называли степняками, Монгольскую империю — степной империей, а территорию половцев — Половецкой степью или полем, что может свидетельствовать, что со «степным народом» с древности[уточнить] отождествляли тюрков.
Если оно произошло от древнерусской формы *стьпь, то дальнейшее происхождение неясно; Фасмер считает недостоверным сравнение с лит. stiẽpti «простираться», латыш. stiept «тянуть». Если древней формой было *сътепь (от того же славянского корня, как «топот», «топтать»), то в украинском языке следовало бы ожидать не степ, а *стіп; с другой стороны, возможно, что в украинский язык слово попало из русского, а не древнерусского. Возможно и происхождение от формы *сътеп («вырубленное место»; ср. старинный глагол тепти — «рубить»).
Из русского языка слово попало в западноевропейские — немецкий, французский, английский, причём заимствование произошло уже в XVI в. — англ. steppe встречается в лексиконе Шекспира.

## Растительный мир
Характерная черта степи — преимущественно безлесное пространство, покрытое травянистой растительностью. Травы, образующие сомкнутый или почти сомкнутый ковёр: ковыль, типчак, тонконог, мятлик, овсец, солянка, лабазник, перекати-поле и др. Растения приспосабливаются к неблагоприятным условиям. Многие из них засухоустойчивы либо активны весной, когда ещё остаётся влага после зимы.

## Типы степей
В зависимости от растительности и режима увлажнения степи подразделяют на пять основных подвидов:
- горные (криоксерофильные)[6];
- луговые или разнотравные (мезоксерофильные) степи;
- настоящие (ксерофитные) с преобладанием многолетних дерновинных злаков, главным образом ковыля — так называемые ковыльные степи;
- сазовые (галоксерофильные) — степи, состоящие из растений, у которых надземные органы несут черты приспособления к засушливому климату, но произрастают при наличии постоянного или временного грунтового увлажнения;
- пустынные (суперксерофильные) степи с участием пустынных трав и полукустарников полыни и прутняка, а также эфемеров и эфемероидов.[источник не указан 2786 дней]

Фрагменты отдельных типов степей имеются в лесостепи и в полупустыне.
На разных континентах степь имеет разные названия: в Северной Америке — прерии; в Южной Америке — пампа, или пампасы, а в тропиках — льянос. Аналогом южноамериканских льянос в Африке и в Австралии является саванна. В Новой Зеландии степь называется туссоки.

## Животный мир
Как по видовому составу, так и по некоторым экологическим особенностям животный мир степи имеет много общего с животным миром пустыни. Как и пустыня, степь характеризуется высокой засушливостью. Зимой в степи часто бывают сильные холода, и обитающим в ней животным и растениям приходится приспосабливаться, помимо высоких, ещё и к низким температурам. Животные активны летом преимущественно ночью. Из копытных типичны виды, отличающиеся острым зрением и способностями к быстрому и длительному бегу, например, антилопы; из грызунов — строящие сложные норы суслики, сурки, слепыши и прыгающие виды: тушканчики, кенгуровые крысы.
Большая часть птиц на зиму улетает. Обычные пернатые обитатели степей — это степной орёл, дрофа, степной лунь, степная пустельга, жаворонки. Многочисленны пресмыкающиеся и насекомые. Ящерицы (например, вараны) могут во время засухи довольно долго жить без воды.